# Alexis Brasseur (componist)
Jules Charles Alexis (Alexis) Brasseur (Luxemburg-Stad, 26 december 1860 – aldaar, 3 november 1924 was een Luxemburgs advocaat, industrieel, auteur en componist.

## Leven en werk
Alexis of Lexi Brasseur was een zoon van Dominique (Alexis) Brasseur (1833-1906) en Constance Brasseur (1836-1912). Vader was advocaat, gedeputeerde en in de periode 1891-1894 burgemeester van Luxemburg. Na het athénée de Luxembourg studeerde Brasseur rechten aan de Rheinische Friedrich-Wilhelms-Universiteit in Bonn. Brasseur werd in 1886 toegelaten tot de balie en deed in 1892 examen om advocaat te worden. Hij hield zich echter liever bezig met de handel; hij richtte in 1900 met Joseph Wagener het staalbedrijf Brasseur et Wagener op en werd in 1906 partner in de lakenfabriek Draperies de Schleifmühl-lez-Luxembourg. Vanaf 1907 woonde hij als vertegenwoordiger van  Le Gallais-Metz et Cie-Werke een aantal jaren in Parijs. Na de Eerste Wereldoorlog kocht hij een verlaten fort op Île d'Houat, waar hij zijn Luxemburgse vrienden ontving.
In 1894 schreef Brasseur samen met zijn vriend Batty Weber de komedie De Monoonk Phëlpp. Brasseur maakte de revue populair in Luxemburg. In 1896 debuteerde hij met het stuk Letzebuerger Flautereien. Tot 1916 schreef Brasseur talrijke revues, geregeld samen met Pol Clemen of Batty Weber. De revues werden uitgevoerd door de gezelschappen Union dramatique, Enfants du Luxembourg en Treize. Naast het schrijven van teksten componeerde Brasseur ook muziek voor de revues en was hij betrokken bij de oprichting van het Stedelijk Conservatorium. In 1903 componeerde hij een cantate, met tekst van Clemen, die door ruim driehonderd zangers werd uitgevoerd bij de inhuldiging van het Dicks-Lentz-monument.
Alexis Brasseur was getrouwd met Jeanne Bian (1869-1960). Hij overleed op 63-jarige leeftijd aan een beroerte en werd begraven op de Cimetière Notre-Dame in Limpertsberg
- Virtual International Authority File: 39145003779561340734